# Abd al-Azim al-Hasani
Abd al-Azim al-Hasani (arabiska: عَبْد ٱلْعَظِيم ٱلْحَسَنِيّ), född 789 i Medina, död 866 i Rayy, även känd som Shah Abd al-Azim och Sayyid al-Karim, var en muslimsk lärd, hadithförmedlare, sayyid och ättling (imamzadeh) till den islamiske profeten Muhammeds äldsta dotterson Hasan ibn Ali. Abd al-Azim var följeslagare till den nionde och tionde shiaimamen Jawad och al-Hadi. Hans helgedom ligger i Rayy, Teheran.
Abd al-Azims släktlinje gick via sin far Abdullah ibn Ali ibn al-Hasan ibn Zayd ibn al-Hasan ibn Ali ibn Abi Talib enligt den imamitiske lärde Sheikh al-Najashi. Den tioende shiaimamen al-Hadi beordrade sina följare att vända sig till Abd al-Azim gällande religiösa frågor. Det har återberättats från imam al-Hadi att han sa till en invånare i Rayy, att om personen hade besökt Abd al-Azims grav så skulle det vara som att han hade besökt imam Husayn i Karbala.